# YOU (大江千里の曲)
「YOU」（ユー）は、大江千里の楽曲。1987年5月21日に12作目のシングルとしてEPIC/SONY RECORDSから発売された。
2015年にアイドルネッサンスによってカバーされた。

## 概要
1987年6月21日に発売されたアルバム『OLYMPIC』からの先行シングル。1987年5月21日に7inchシングル、1989年10月21日に8cmシングルとして再発売。
表題曲「YOU」は、日本テレビ系ドラマ『夢みるくらい、いいじゃない』のメインテーマ曲として使用。ミュージック・ビデオが制作され、草原の中でキーボードを弾きながら本作を歌う映像で構成。2018年に発売されたアルバム『Boys & Girls』には、ピアノでセルフカバーした音源が収録。

## 収録曲
| 全作詞・作曲: 大江千里、全編曲: 大村雅朗。 |            |          |            |      |
| #                                          | タイトル   | 作詞     | 作曲・編曲 | 時間 |
| 1.                                         | 「YOU」    | 大江千里 | 大江千里   | 3:21 |
| 2.                                         | 「夏渡し」 | 大江千里 | 大江千里   | 4:35 |
| 合計時間:                                  | 合計時間:  | 7:56     |            |      |

## 収録アルバム
YOU
- OLYMPIC
- Sloppy Joe II
- THE LEGEND
- GOLDEN☆BEST 大江千里
- Senri Oe Singles
- Boys & Girls（ピアノ・インストゥルメンタル、初回限定盤付属のボーナス・ディスクに原曲を収録）

夏渡し
- OLYMPIC
- Sloppy Joe III

## カバー

### アイドルネッサンスによるカバー
アイドルネッサンスによるカバー・バージョンは、2015年3月24日に通算3作目のシングルとして発売された。前作『太陽と心臓/初恋』より約4か月ぶりのリリースで、T-Palette Recordsからの第1弾シングルにあたる。表題曲「YOU」を含む全4曲の新録カバー曲と、各楽曲のカラオケバージョンを収録した全8曲入りの作品で、アイドルネッサンス初の全国流通盤となった。
発売前の2015年1月26日にAKIBAカルチャーズ劇場で開催されたレギュラー公演「秋葉で高まるネッサンス!!vol.2」で初披露となった。
ミュージック・ビデオが制作されており、2015年3月2日に約1分40秒のティザー映像として、3月9日にフルサイズで公開された。ミュージック・ビデオは、春をテーマとしたシングルのコンセプトに準拠して、学校の音楽室や教室を舞台とした作品となっている。
2015年4月6日付のオリコン週間シングルランキングで最高位41位を記録。

#### 収録曲
| #         | タイトル                                       | 作詞      | 作曲             | オリジナル・アーティスト | 時間  |
| --------- | ---------------------------------------------- | --------- | ---------------- | ------------------------ | ----- |
| 1.        | 「YOU」                                        | 大江千里  | 大江千里         | 大江千里                 | 3:19  |
| 2.        | 「恋する感覚 -feat. 花澤香菜-」                | 小出祐介  | 小出祐介         | Base Ball Bear           | 4:51  |
| 3.        | 「Good day Sunshine」                          | SAWA      | SAWA             | SAWA                     | 4:56  |
| 4.        | 「ドカン行進曲(己編)」                         | 上中丈弥  | THE イナズマ戦隊 |                          | 3:06  |
| 5.        | 「YOU (instrumental)」                         |           |                  |                          | 3:19  |
| 6.        | 「恋する感覚 -feat. 花澤香菜- (instrumental)」 |           |                  |                          | 4:51  |
| 7.        | 「Good day Sunshine (instrumental)」           |           |                  |                          | 4:56  |
| 8.        | 「ドカン行進曲(己編) (instrumental)」          |           |                  |                          | 3:06  |
| 合計時間: | 合計時間:                                      | 合計時間: | 合計時間:        | 合計時間:                | 32:24 |